# Goze (Fluss)
Die Goze ist ein Fluss in Frankreich, der im Département Creuse in der Region Nouvelle-Aquitaine verläuft. Sie entspringt im nordöstlichen Gemeindegebiet von Saint-Pardoux-les-Cards, entwässert generell Richtung Nordost durch ein dünn besiedeltes Gebiet und mündet nach rund 19 Kilometern im Gemeindegebiet von Gouzon als linker Nebenfluss in die Voueize. In ihrem Unterlauf verläuft sie parallel zur Autobahn-ähnlich ausgebauten Nationalstraße 145 und unterquert diese zweimal.

## Orte am Fluss
(Reihenfolge in Fließrichtung)
- Saint-Dizier-la-Tour
- Gouzon